# Mode mal Ehrlich
Mode mal Ehrlich war eine 45-minütige Modesendung, die das MDR-Fernsehen im Feiertagsprogramm am Oster- und Pfingstwochenende, im Herbst und zu Weihnachten ausstrahlte. Die Sendung präsentierte an verschiedenen Schauplätzen Modetrends der kommenden Saison. Im Jahr 2009 haben durchschnittlich 330.000 Zuschauer im MDR-Sendegebiet bei „Mode mal Ehrlich“ eingeschaltet. Das entspricht einer Zuschauerquote von 13 Prozent. Das Format entstand in der Redaktion Wirtschaft/Verbraucher beim MDR-Fernsehen unter der Leitung von Achim Schöbel. Namensgeber der Sendung ist der Modefilmer Klaus Ehrlich. Er moderierte und produzierte die Sendung bis zur letzten Ausgabe am 25. Dezember 2012.
Den Titel „Mode mal Ehrlich“ trug die Sendung seit Ostern 1996. Eine 45-minütige Modesendung gab es jedoch schon seit der Aufnahme des Sendebetriebs des MDR im Jahr 1992. Der damalige Leiter der MDR-Wirtschaftsredaktion Otto Dienelt hat mit der Initiative zur Produktion der Sendung eine bei den Zuschauern beliebte Sendung aus dem DDR-Fernsehen wiederbelebt. Seitdem war „Mode mal Ehrlich“ regelmäßig zu Gast auf den Haute Couture Modeschauen in Paris. Die Redaktion präsentierte aber nicht nur Laufstegmode und den Mainstream der großen Modelabels, sondern suchte auch nach Innovationen der Modemacher und Textilunternehmen aus Mitteldeutschland.

## Geschichte
Modesendungen mit Klaus Ehrlich hat es im DDR-Fernsehen seit 1971 gegeben, zunächst unter dem Titel „Mode ’71“. Darauf folgte bis zum Ende des DDR-Fernsehens jeweils eine Sendung pro Jahr. Moderiert wurde sie von verschiedenen Personen wie der Sprecherin der „Aktuellen Kamera“ Angelika Unterlauf oder dem Mannequin Barbara Herrmann (Mutter der MDR-Moderatorin Victoria Herrmann) sowie Klaus Ehrlich. Sie präsentierten die Musterkollektionen der Volkseigenen Textilindustrie der DDR.
In fast 20 Jahren „Mode“ im DDR-Fernsehen dienten dem Produzenten Klaus Ehrlich zahlreiche Sehenswürdigkeiten der DDR als Laufsteg für seine Models. Unter den Mannequins des Modeinstitutes der DDR waren auch viele Gesichter, die später in Film und Fernsehen bekannt wurden, darunter die Sat.1-Moderatorin Bettina Cramer sowie die Schauspielerinnen Maren Schumacher und Karin Boyd.